# 霍氏食蚊魚
霍氏食蚊魚，為輻鰭魚綱鯉齒目鯉齒亞目花鳉科的其中一種，分布於北美洲美國新澤西州至阿拉巴馬州的淡水流域，並引入許多國家，體長可達3.5公分，棲息在植被生長、靜止的水塘、溪流、湖泊，屬於肉食性，以孑孓等為食，可做為觀賞魚。

## 擴展閱讀
維基物種上的相關：霍氏食蚊魚
1. ↑  NatureServe. . The IUCN Red List of Threatened Species. 2013, 2013: e.T202394A18232445  [19 November 2021]. doi:10.2305/IUCN.UK.2013-1.RLTS.T202394A18232445.en .